# آبار جافة

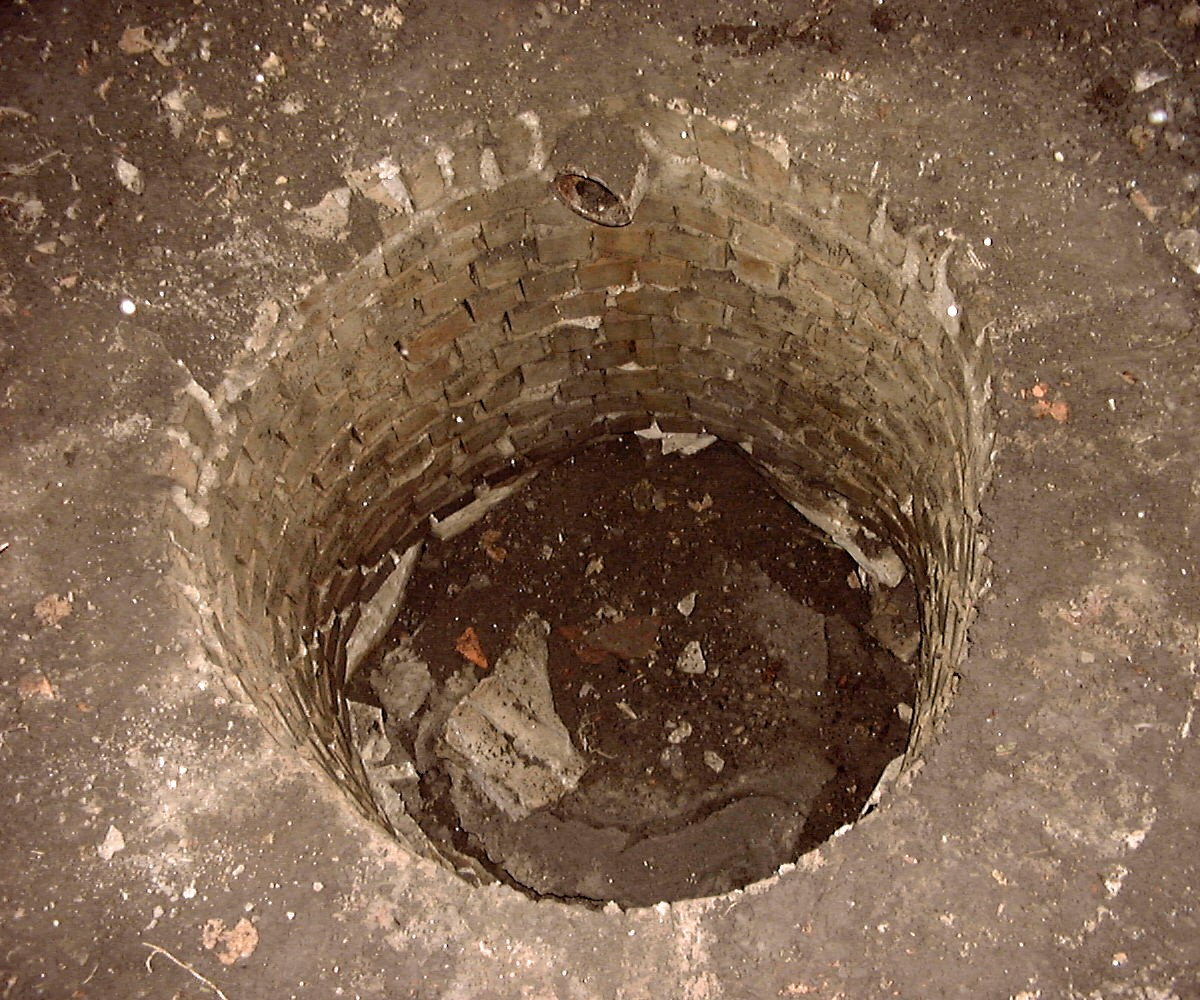
بئر جاف

 الآبار الجافة هي هياكل تحت الأرض يتم فيها التخلص من المياه الغير المرغوب فيها ويكون تدفق الماء إليها بشكل سلبي؛ أي تحت تأثير الجاذبية. غالبا ما تكون هذه المياه مياه سطحية أو مياه أمطار وفي بعض الحالات مياه رمادية. والآبار الجافة عبارة عن غرفة مغطاة، مسامية الجدران تسمح للماء بالانغماس ببطء في الأرض، وتتبدد في المياه الجوفية. تسمى مثل هذه الهياكل بـ '''soakaway''' في المملكة المتحدة، و''' soakwell''' في أستراليا ، و''' soak pit '''في الهند.

## الاستخدام
بما أن منسوب المياه في الآبار الجافة يعتمد وبشكل أساسي على كميه الأمطار، فإنه وبسبب تذبذب الأمطار في المناطق المختلفة يمكن استخدام حديقة المطر للتخلص من الماء بدلاً من الآبار الجافة. يتلقى البئر الجاف الماء من أنبوب أو قنوات دخول أو أكثر في قمته ويفرغ نفس الماء عن طريق عدد من فتحات الخروج الصغيرة الموزعة على مساحة أكبر في جانب أو جوانب عدة في أسفل البئر الجافة. أما عندما يكون البئر الجاف فوق سطح الماء، فإن معظم حجمه الداخلي سيحتوي على الهواء. يمكن أن تقبل هذه البئر الجافة تدفقًا أوليًا للمياه بسرعة كبيرة، حتى يتم إزاحة الهواء. بعض الآبار الجافة تصنع بسعة تخزين كبيرة، بحيث يمكنها قبول كمية كبيرة من الماء بسرعة كبيرة ثم تبديدها تدريجيا مع مرور الوقت، وهي طريقة متوافقة مع الطبيعة المتقطعة لهطول الأمطار. يحافظ البئر الجاف على الاتصال بين فتحاته الداخلة والخارجة من خلال مقاومة الانهيار ومقاومة الانسداد. تتكون الآبار الجافة البسيطة من حفرة مليئة بالحصى أو الحجر أو الأنقاض أو حطام آخر، تقاوم مثل هذه الحفر الإنهيار ولكن ليس لديها سعة تخزين كبيرة لأن حجمها الداخلي قليل فهو مليء بالأحجار في الغالب. عادة ما يتم دفن هذه الآبار الجافة تمامًا حتى لا تستحوذ على أي مساحة من الأرض، أو تحفر في أسفل مواقف السيارات. تسمى الحفرة المغطاة التي تتخلص من مكون المياه في الصرف الصحي بنفس مبدأ البئر الجافة( بالوعة)، كما يعمل مجال الصرف الصحي على نفس مبدأ التصريف البطيء.